# Nergüin Enkhbat
Nergüin Enkhbat (en mongol: Нэргүйн Энхбат) (Ulán Bator, Mongolia, 18 de marzo de 1962) es un deportista olímpico mongol que compitió en boxeo, en la categoría de peso ligero y que consiguió la medalla de bronce en los Juegos Olímpicos de Seúl 1988.

## Palmarés internacional
| Juegos Olímpicos | Juegos Olímpicos     | Juegos Olímpicos  | Juegos Olímpicos |
| Año              | Lugar                | Medalla           | Prueba           |
| ---------------- | -------------------- | ----------------- | ---------------- |
| 1988             | Seúl (Corea del Sur) | Medalla de bronce | Peso ligero      |